# Backstabber
Backstabber – drugi singel zespołu The Dresden Dolls z albumu „Yes, Virginia...”.

## Lista utworów
1. „Backstabber” (Radio Edit) – 3:50
2. „Backstabber” (Album Version) – 4:10

Digital Download
1. „Backstabber” – 3:53
2. „Lonesome Organist Rapes Page Turner” – 3:42

## Wykonawcy
- Amanda Palmer – wokal, pianino, autorka tekstów, kompozytorka
- Brian Vinglione – perkusja, gitara

## Teledysk
Na początku teledysk skupia się na Amandzie Palmer i Briane Viglionie kochających się w pokoju hotelowym. Podczas gdy się nawzajem rozbierają, zauważają różne imiona innych ludzi wytatuowanych na ciele. Stają się coraz bardziej zazdrośni i wściekli, aż w końcu zamierzają się pozabijać. Teledysk przeplata się ze scenami, na których zespół występuje na żywo śpiewając piosenkę.
W drugim teledysku do tej piosenki występują członkowie z zespołu Panic! at the Disco – przyjaciele The Dresden Dolls. Kiedy są z nimi w trasie, wokalista Panic at the Disco Brendon Urie przypadkowo śpiewa „Baby One More Time” na scenie z The Dresden Dolls.
Teledysk został wyreżyserowany przez Michaela Pope’a.